# Yarmouth (Maine)

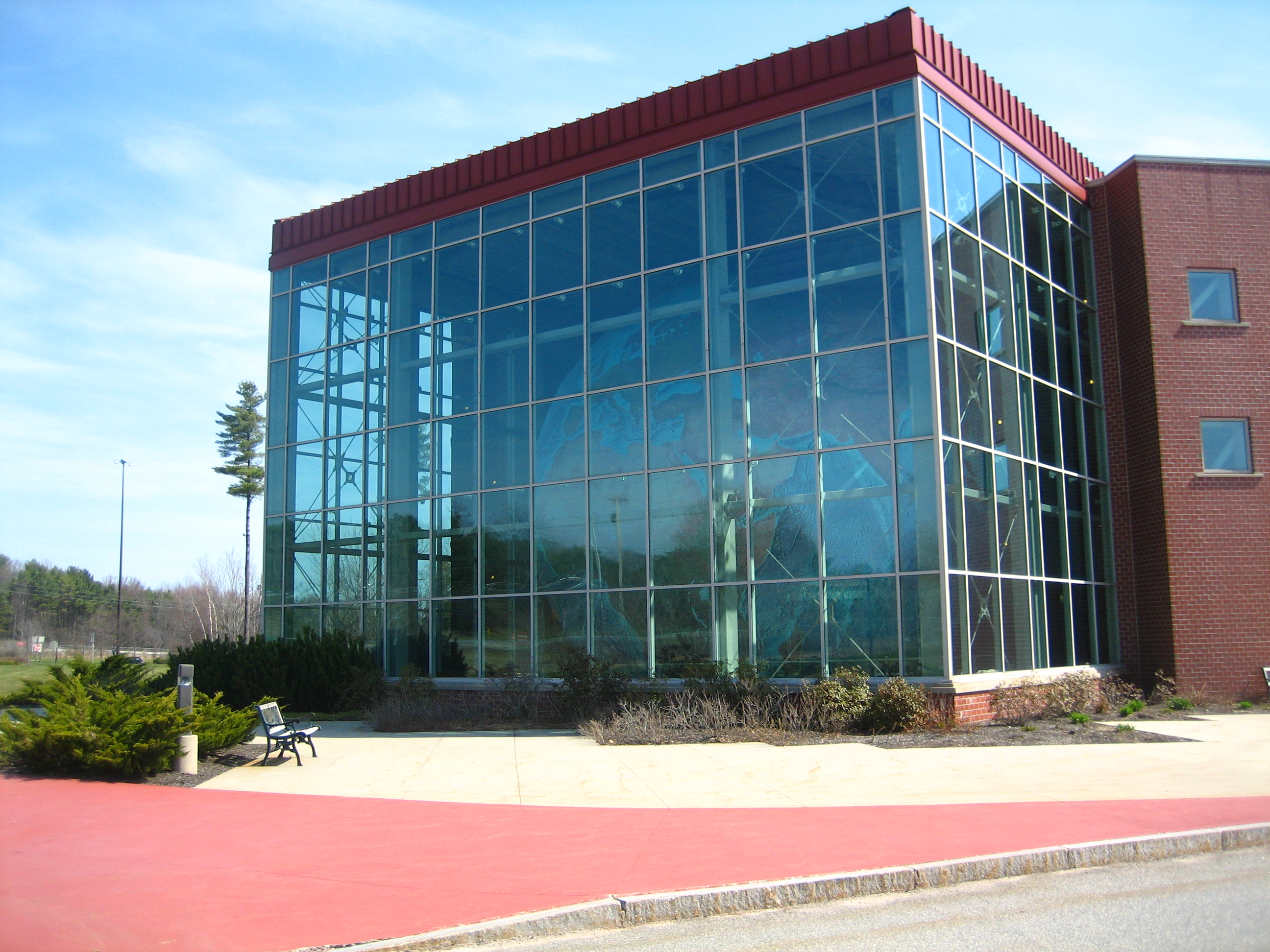
Eartha Globe

Yarmouth es un municipio situado en el condado de Cumberland, Maine, Estados Unidos. Tiene una población estimada, a mediados de 2023, de 9026 habitantes.
En la localidad se encuentra Eartha, el globo terráqueo giratorio más grande del mundo.

## Geografía
El municipio está ubicado en las coordenadas 43°47′17″N 70°09′23″O / 43.78806, -70.15639 (43.788137, -70.156478). Según la Oficina del Censo, tiene una superficie total de 59.43 km², de los cuales 34.72 km² corresponden a tierra firme y 24.71 km² están cubiertos de agua.

## Demografía
Según el censo de 2020, en ese momento había 8990 personas residiendo en la localidad. La densidad de población era de 258.9 hab./km². El 91.31% de los habitantes eran blancos, el 1.09% eran afroamericanos, el 0.22% eran amerindios, el 1.89% eran asiáticos, el 0.03% eran isleños del Pacífico, el 0.87% eran de otras razas y el 4.58% eran de una mezcla de razas. Del total de la población, el 2.11% eran hispanos o latinos de cualquier raza.